# Hrhov

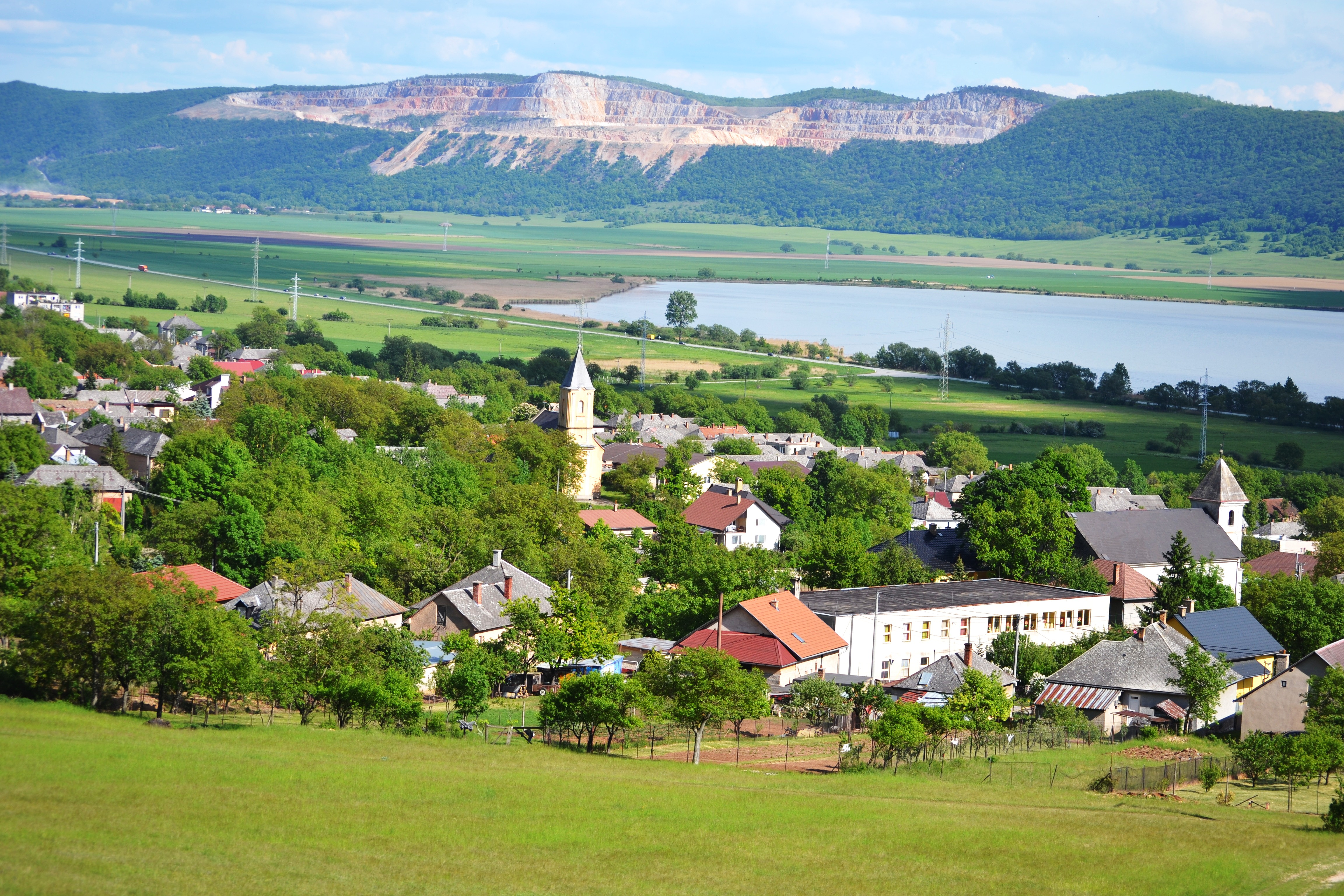
Blick auf das Dorf Hrhov

Hrhov, ungarisch Tornagörgő (bis 1927 slowakisch Hrbov, ungarisch bis 1907 Görgő) ist eine Gemeinde im Osten der Slowakei mit 1040 Einwohnern (Stand 31. Dezember 2024), die zum Okres Rožňava, einem Kreis des Košický kraj, gehört.

## Geographie
Die Gemeinde befindet sich in einem kleinen Talbecken namens Turnianska kotlina, zwischen zwei Ausläufern des Slowakischen Karstes gelegen, nahe der ungarischen Grenze. Südlich der Hauptstraße erstrecken sich zwei Seen, die als Teiche bestimmt sind und zusammen Hrhovské rybníky heißen, zwischen diesen und der ungarischen Grenze fließt die Turňa. Das Ortszentrum liegt auf einer Höhe von 216 m n.m. und ist 22 Kilometer von Rožňava sowie 47 Kilometer von Košice entfernt.
Nachbargemeinden sind Lúčka und Bôrka im Norden, Dvorníky-Včeláre im Osten, Tornanádaska, Komjáti und Bódvaszilas (alle in Ungarn) im Süden, Jablonov nad Turňou im Westen und Kováčová im Nordwesten.

## Geschichte
Der Ort wurde zum ersten Mal 1263 als Gurgeu schriftlich erwähnt. 1386 bis 1567 war das mächtige regionale Geschlecht Bebek Besitzer des Ortes durch das Herrschaftsgut der Burg Szádvár. 1427 hatte die Ortschaft insgesamt 48 Porta. 1828 zählte man 187 Häuser und 1414 Einwohner, die in der Landwirtschaft, Obstbau, Weinbau sowie als Hirten beschäftigt waren.
Bis 1918/1919 gehörte der im Komitat Abaúj-Torna (vorher Komitat Torna) liegende Ort zum Königreich Ungarn und kam danach zur Tschechoslowakei beziehungsweise heute Slowakei. 1938 bis 1945 war er auf Grund des Ersten Wiener Schiedsspruchs noch einmal Teil Ungarns.

## Bevölkerung
| Jahr                | 1994 | 2004    | 2014    | 2024    |
| ------------------- | ---- | ------- | ------- | ------- |
| Anzahl der Personen | 1177 | 1192    | 1115    | 1040    |
| Unterschied         |      | +1,27 % | −6,45 % | −6,72 % |

| Jahr                | 2023 | 2024    |
| ------------------- | ---- | ------- |
| Anzahl der Personen | 1045 | 1040    |
| Unterschied         |      | −0,47 % |

Nach der Volkszählung 2011 wohnten in Hrhov 1137 Einwohner, davon 939 Magyaren, 156 Slowaken und jeweils ein Deutscher, Tscheche und Ukrainer. 39 Einwohner machten keine Angabe. 516 Einwohner bekannten sich zur reformierten Kirche, 515 Einwohner zur römisch-katholischen Kirche, acht Einwohner zur evangelischen Kirche A. B., sechs Einwohner zu den Zeugen Jehovas, vier Einwohner zur griechisch-katholischen Kirche, drei Einwohner zur evangelisch-methodistischen Kirche und zwei Einwohner zur orthodoxen Kirche; zwei Einwohner bekannten sich zu einer anderen Konfession. 36 Einwohner waren konfessionslos und bei 45 Einwohnern wurde die Konfession nicht ermittelt.

## Bauwerke
- römisch-katholische Johannes-der-Täufer-Kirche, ursprünglich gegen Mitte des 13. Jahrhunderts als gotische Kirche gebaut, gegen 1500 erweitert, im 17. Jahrhundert (Türkenkriege, Aufstände) befestigt, 1815 klassizistisch gestaltet und schließlich 1846 um den Turm ergänzt
- reformierte Kirche im klassizistischen Stil aus dem Jahr 1785, 1846 erneuert